# 岩手県道198号志和石鳥谷線
岩手県道198号志和石鳥谷線（いわてけんどう198ごう しわいしどりやせん）は、岩手県紫波郡紫波町と花巻市を結ぶ一般県道である。

## 概要
紫波町上平沢地区から片寄地区を経て花巻市石鳥谷地区を結ぶ県道。
路線名は町名の「紫波」ではなく、古くからの地名の「志和」を用いている。

### 路線データ
- 起点：紫波郡紫波町上平沢字天神（岩手県道13号盛岡和賀線交点）
- 終点：花巻市石鳥谷町好地（国道4号石鳥谷バイパス交点）

## 地理

### 通過する自治体
- 紫波郡紫波町
- 花巻市

### 交差する道路
- 岩手県道13号盛岡和賀線
- 岩手県道285号盛岡石鳥谷線（紫波郡紫波町片寄字堀米）
- 国道4号（終点）

### 沿線の施設など
- JAいわて中央志和支所
- 紫波町立片寄小学校